# Roya Toloui
 (mai 2016).
Si vous disposez d'ouvrages ou d'articles de référence ou si vous connaissez des sites web de qualité traitant du thème abordé ici, merci de compléter l'article en donnant les références utiles à sa vérifiabilité et en les liant à la section « Notes et références ».
Roya Toloui, née le 22 mai 1966 à Baneh, au Kurdistan, en Iran, est une journaliste irano-kurde, militante des droits de l'homme et féministe. 
Persécutée dans son pays d'origine pour ses prises de position, elle vit actuellement aux États-Unis.

## Prix, honneurs et récompenses
Roya Toloui est récipiendaire, en 2006, du prix Oxfam Novib/PEN pour la liberté d'expression.